# Psilus rufipes
Psilus rufipes är en stekelart som först beskrevs av Thomson 1858.  Psilus rufipes ingår i släktet Psilus, och familjen hyllhornsteklar. Arten är reproducerande i Sverige.